# Thysanocarpus
Thysanocarpus là chi thực vật có hoa trong họ Cải.